# Grb Občine Kostanjevica na Krki
Grb Občine Kostanjevica na Krki je upodobljen v obliki kroga, ki izhaja iz Plečnikove rešitve, po kateri sta za osnovo vzeti rdeča in bela barva, ki sta barvi vojvodske družine Spanheimov, ustanovnikov območja današnje občine in oblikovalcev njegove zgodovinske podobe. Osrednji motiv izhaja iz srednjeveškega grba in ga predstavlja grad s tremi stolpi, od katerih sta stranska enako visoka, osrednji pa je višji. Na vsako stran gradu je dodana letnica podelitve mestnih pravic in ustanovitve nove Občine Kostanjevica na Krki 1252 (na levi) in 2006 (na desni). Na grajskih zidovih je vidnih pet vhodov, trije nižji in dva višja ter po eno okno na stranskih stolpih in dve na osrednjem. Grad stoji nad belimi valovitimi črtami, ki predstavljajo reko Krko.
Okrogli znak spremlja napis OBČINA KOSTANJEVICA NA KRKI, ki potega po obrobju. Izpisan je v Makalonci, tipografski različici, ki jo je akademski slikar, kaligraf in tipograf Lucijan Bratuš izvedel iz Plečnikovih napisov. 